# Moggallana

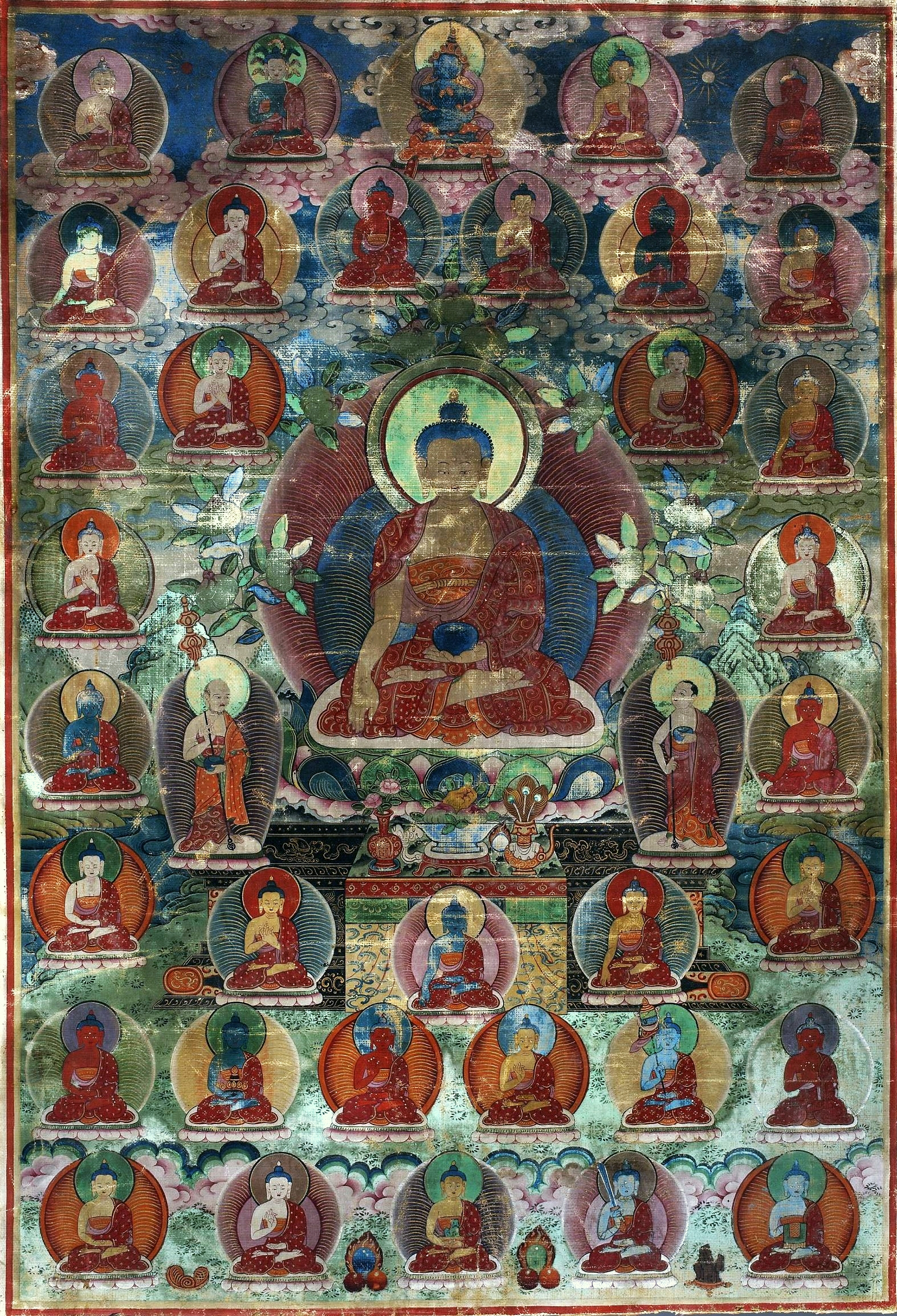
Le Bouddha Chakyamuni accompagné par Moggallana et Saripoutta (deux disciples et arhat), thangka tibétain du XVIIIe siècle, musée national de Varsovie.

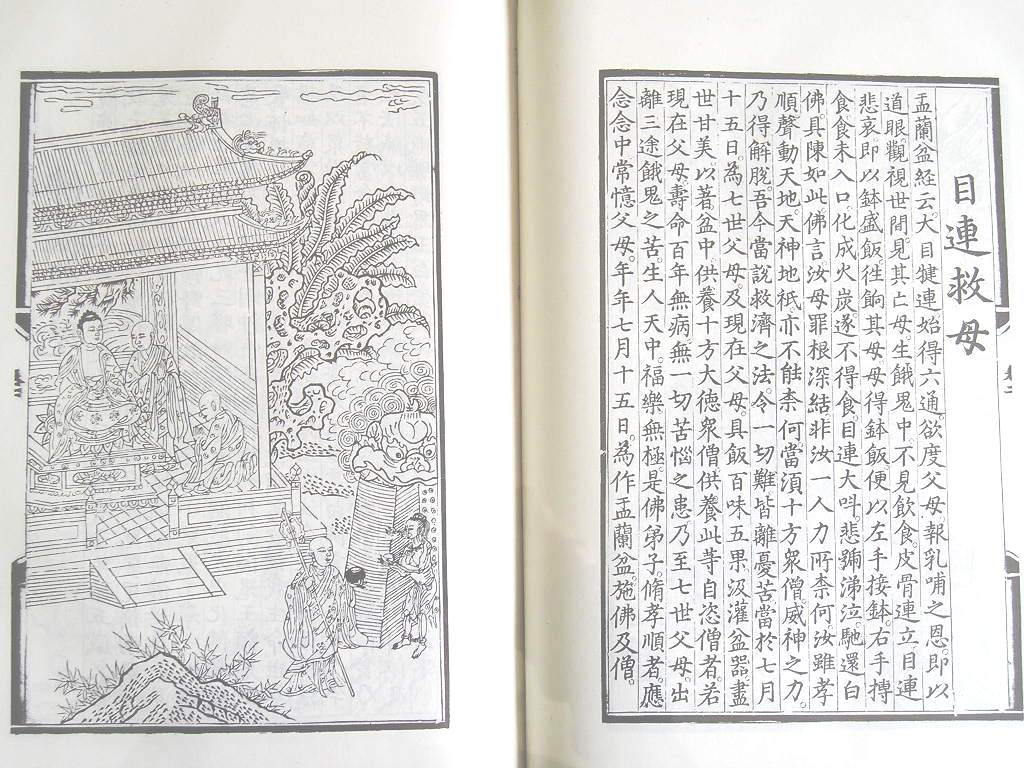
« 目连救母 », dans le bouddhisme chan. Moggallana interroge le Bouddha sur la façon de sauver sa mère de l'enfer (esprit famélique en bas à droite) ; cette légende, relatée dans le Sutra Ullambana, est à l’origine des fêtes d’Ullambana, O-Bon et Zhongyuan

Moggallāna, Mahā Moggallāna (pali) ou Mahāmaudgalyāyana (sanscrit), nom personnel Kolita, était le second en titre des dix principaux disciples du Bouddha, premier pour les pouvoirs surnaturels de siddhi, et l’un des précepteurs de son fils Rahula. Né dans une famille brahmane, il fut tout d’abord avec Sariputta, ami d’enfance et premier disciple, ascète de l’école paribbajaka dirigée par le sceptique Sanjaya Belatthiputta. Un poème religieux du Theragata (Khuddaka Nikaya) lui est attribué. Il est connu dans le courant mahayana essentiellement à travers l'Ullambana Sutra qui relate comment il sauva sa mère de l’enfer.
Dans les régions theravada, il est parfois représenté dans les temples à la gauche du Bouddha, avec Sariputta ou Ananda à droite. La transcription de son nom en chinois est Móhē Mùjiànlián 摩訶目犍連, simplifié en Mùlián 目連 ; japonais : Mokuren, 目連 ou Mokkenren 目建連; vietnamien: Mục-kiền-liên ou Mục-liên.
Actuellement, certains historiens, parmi diverses chronologies, retiennent ces dates : première rencontre avec le Bouddha en -527, décès en nov. déc. -486 un mois après Sariputta et avant le Bouddha (mars avril -483 ?).

## Jeunesse
Il serait né le même jour que Sariputta dans un bourg proche de Rajagaha (Magadha). Son père, un brahmane, était chef du bourg et sa mère, à qui il doit son nom usuel, s’appelait Moggali ou Moggallani, indication que sa famille prétendait descendre du devin Mugdala. On dit qu'il tire son prénom, Kolita, du nom de son village natal, Kolitagama. Il sera plus tard appelé Maha (grand) Moggallana pour le distinguer d’un homonyme moins éminent. 
Sa famille et celle de Sariputta étaient amies, et c’est ensemble que les deux jeunes gens rejoignirent la secte paribbajaka. Après quelque temps, leur maître Sanjaya leur ayant, de son propre aveu, dispensé l’intégralité de son savoir, ils furent convaincus de rejoindre la communauté de Shakyamuni par Assaji (sk Asvajit), l’un des cinq premiers compagnons du Bouddha avant son illumination. Mogallana se serait décidé le premier ; Sariputta, éternellement respectueux envers ses maîtres, ne voulait tout d’abord pas abandonner Sanjaya et tenta de le convaincre de les suivre. Devant son refus obstiné, il se résigna à partir. Les deux compagnons d’ascèse se présentèrent donc auprès de Gautama avec 250 ou 500 disciples paribbajakas qui les auraient suivis. Ces derniers devinrent arhats immédiatement après avoir entendu le premier prêche du Bouddha, mais Moggallana n’atteignit ce stade qu’une semaine après et Sariputta deux semaines plus tard, fait traditionnellement interprété comme signe de leur potentiel supérieur, demandant plus de temps pour mûrir.

## Moine
Le Bouddha leur aurait donné rapidement après leur ordination le titre de chefs des disciples (aggasāvaka). Aux autres moines qui désapprouvaient cette promotion de nouveaux venus, Gautama expliqua qu’ils la méritaient pour avoir fait dans une vie antérieure le vœu d’accéder à cette position, et pratiqué à cet effet les vertus durant de nombreuses existences.
Sariputra et Mogallana, amis d’enfance selon la légende, entretenaient une relation privilégiée, illustrée dans de nombreuses anecdotes où l’intuition du premier est mise en parallèle avec les pouvoirs surnaturels du second. Le Saccavibhanga Sutta compare Sariputta à la mère naturelle des disciples, qui les amène à la conversion, et Moggallana à la mère nourricière qui les éduque jusqu’aux pouvoirs surnaturels d’iddhi. En tant que premiers disciples, ils étaient aussi « exécuteurs des hautes œuvres ». C’est ainsi qu’ils furent chargés de ramener les schismatiques qui avaient suivi Devadatta et d’excommunier les moines récalcitrants de Kitagiri. Cette fonction disciplinaire leur valut quelques inimitiés. Ils furent tous deux précepteurs de Rahula, que Sariputta avait ordonné à la demande de son père. 

## Pouvoirs surnaturels
Moggallana était reconnu pour ses pouvoirs surnaturels de siddhi qu’il possédait au plus haut point parmi les disciples de Gautama. Bien que ce dernier en ait généralement découragé l’emploi, il aurait fait une exception pour Moggallana dont la sagesse était grande. Le sixième chapitre du Sūtra du Lotus prédit qu’il deviendra un bouddha sous le nom de Tamālapatracandanagandha[réf. souhaitée]. De nombreuses anecdotes relatent comment il mit ses pouvoirs au service de son maître et de la propagation de la doctrine. Grâce à eux il pouvait avoir la haute main sur brahmanes, rois, et êtres surnaturels comme les démons et les nagas, et aussi visiter les autres mondes pour y porter la parole du Bouddha et en rapporter des nouvelles. Voici quelques-unes des anecdotes les plus connues :
- Le roi naga : Un jour que le Bouddha en grande escorte s'en allait visiter le ciel Tavatimsa, il passa à proximité de la demeure du roi naga Nandopananda qui, dérangé, entra dans une colère noire. Il enroula son corps immense autour du mont Sumeru et déploya sa tête de naja de telle manière que le monde en fut obscurci. Le Bouddha jugea que de tous ses moines, seul Moggallana pouvait le mettre à raison. Après avoir affronté Nandopananda sous diverses formes, la dernière étant celle de l’aigle Supanna, Moggallanna le vainquit et le contraignit à présenter ses excuses.
- Le pont : Le bourg de Sravasti donna un jour un banquet pour les ascètes de toutes les sectes. Pour accéder aux lieux, ils devaient passer à gué une rivière, mais trouvèrent en arrivant un cours grossi par les pluies qu’il leur était impossible de traverser à pied. Sachant que le Bouddha approchait, Moggallana, qui était parmi eux, se changea en pont. Alors que les ascètes le traversaient, il se désagrégea, les précipitant dans l’eau juste à temps pour que Gautama puisse les en tirer, faisant la preuve de sa compassion et de ses pouvoirs. Ils se convertirent.
- Māra : Un jour, un mara pénétra dans l’estomac de Moggallana, causant une énorme enflure douloureuse. Le moine, qui avait lui-même été mara lors d’une existence antérieure et s’en rappelait fort bien grâce à ses pouvoirs, n’était pas de nature à se laisser abuser et lui enjoignit de déguerpir. Démasqué, le mara s’enfuit sous forme de salive.
- Moggallana sauve sa mère : Si l’on en croit la tradition, les mères brahmanes des deux premiers disciples de Gautama désapprouvaient fortement le choix de leurs fils. Si celle de Sariputta fut finalement convertie, c’est en enfer que Moggallana aurait retrouvé la sienne, tout à fait par hasard, un jour qu’il y faisait une visite. Ému, il alla trouver le Bouddha qui lui confirma qu'elle était devenue esprit affamé pour avoir dit du mal des Trois Joyaux[2], étant de plus coléreuse et avide. Bien qu'il ait toujours insisté sur l’aspect inéluctable de la rétribution karmique, le Bouddha lui révéla qu'il pouvait par ses pouvoirs délivrer sa mère. C’est l’origine des rites d’Ullambana, qui ont lieu le quinzième jour du septième mois lunaire, à la sortie de la retraite annuelle monastique. De nombreux bonzes et nonnes sont devenus arhats. Il est possible de leur faire ce jour des offrandes afin qu’ils usent ensemble de leurs pouvoirs pour sauver les parents décédés, ou prolonger leur vie s’ils sont encore de ce monde. Cette anecdote est relatée dans l'Ullambana Sutra, que son adéquation avec l'idéal de piété filiale a rendu populaire dans le monde chinois ; il a même été soupçonné d'être un apocryphe. La tradition d'Ullambana a donné naissance aux fêtes d'O-Bon (Japon) et de Zhongyuan (Chine), encore appelée « fête des fantômes affamés ».
- Curiosité déplacée : Ses pouvoirs décuplant son audition, un jour que Moggallana méditait, sa concentration fut perturbée - si l’on peut dire - par la voix clairement audible du Bouddha, qui se trouvait pourtant dans une ville éloignée. La curiosité le poussa alors à tenter une expérience pour mesurer jusqu’à quelle distance exactement portait la voix d’un bouddha. Il se rendit à cet effet dans le Buddhakshetra (terre de bouddha) de Lokesvarara. Celui-ci, ayant senti sa présence et deviné ses motifs, lui fit remarquer sèchement que le pouvoir d’un bouddha est tellement immense qu’il pénètre l’univers entier, proche et lointain à la fois ; chercher à le mesurer est un signe de discrimination mentale, donc de sagesse insuffisante. Moggallana se le tint désormais pour dit.
- Le karma vainqueur des pouvoirs : Lorsque le roi Vidudabha de Kosala fit encercler Kapilavastu (capitale des Shakyas), le Bouddha, qui avait auparavant réussi à dénouer pour sa tribu trois crises, sentit que cette fois-ci lui-même ne pourrait rien, et qu’ils seraient rattrapés par leur karma (ils auraient jadis empoisonné les eaux de la Rohini). Mais Mogallana ne pouvait se résigner. Il enferma cinq cents shakyas choisis parmi les plus valeureux dans son bol et sortit discrètement de la ville, espérant qu’ils constitueraient une armée de renfort. Cependant, quand il découvrit son bol, tout ce qu’il contenait était du sang.

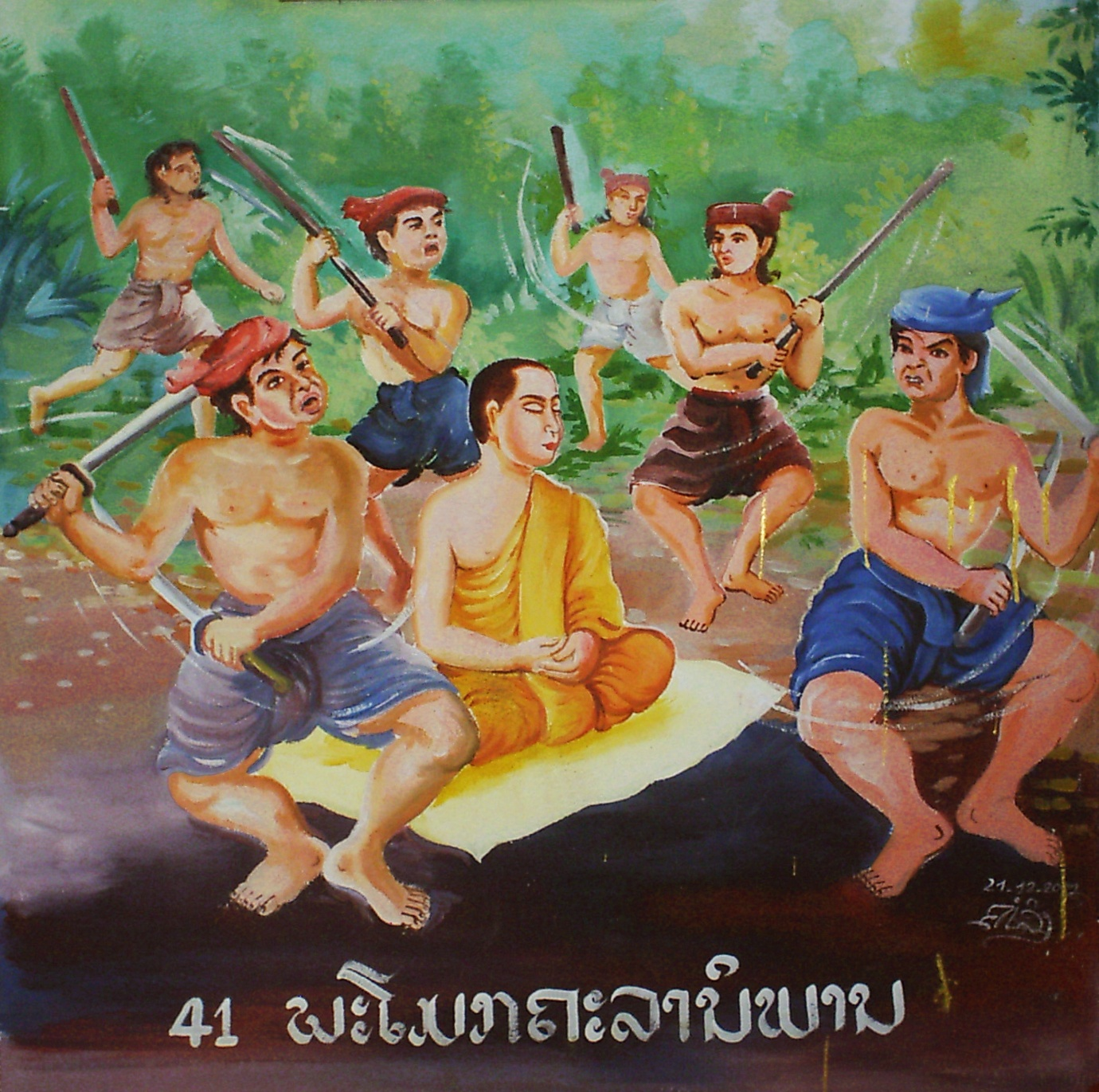
Moggallana attaqué par les bandits à la solde de la secte Niganthaka ; fresque de temple laotien

## Fin
Le principe de la rétribution karmique est de nouveau en mis en évidence dans le récit des circonstances de la mort de Moggallāna, qui fut violente. Ses pouvoirs et leur effet persuasif lui avaient valu l’inimitié féroce des autres sectes qui perdaient leurs disciples. Les niganthas auraient engagé des brigands pour le tuer. Il déjoua leurs tentatives six jours de suite, dont une fois en s’échappant par la serrure de sa hutte. Mais le septième jour, ils réussirent à l'encercler, le rouèrent de coups et le laissèrent pour mort. Ses pouvoirs furent tout juste suffisants pour lui permettre de parvenir jusqu’au Bouddha pour prononcer une dernière fois sa profession de foi et obtenir son autorisation de s’éteindre. On explique cette fin par le fait qu'il aurait lui-même tué ses parents de cette façon, encouragé par sa femme, lors d’une existence antérieure. Le temps passé ensuite en enfer n’aurait pas suffi à purifier totalement son karma. C’est pourquoi, selon la tradition orale singhalaise, les cendres funéraires bleuâtres (couleur qu'on prête à celles de Moggallana) témoigneraient d'un séjour récent en enfer. Il mourut durant le mois de katthina (octobre-novembre), un jour d'uposatha de nouvelle lune, quinze jours après Sariputta mort un jour de pleine lune. Le Bouddha lui fit élever un stupa à Veluvana.